# Martinho Ndafa Kabi
Martinho Ndafa Kabi (* 17. September 1957 in Nhacra, Region Oio) war von 2007 bis 2008 Premierminister von Guinea-Bissau. Er gehört der Partido Africano da Independência da Guiné e Cabo Verde (PAIGC) an. Von 2003 an war er dritter stellvertretender Parteivorsitzender der Partei.
Kabi ist seit dem 13. April 2007 als Nachfolger von Aristides Gomes Premierminister von Guinea-Bissau. In der Regierung von Premierminister Carlos Gomes Júnior war er ab Mai 2004 Minister für Energie und natürliche Ressourcen. Im April 2005 wurde er Verteidigungsminister. Er hatte diesen Posten inne, bis die Regierung von Aristides Gomes im November 2005 die Amtsgeschäfte übernahm. Nachdem Aristides Gomes eine Vertrauensabstimmung verloren hatte und im März 2007 zurückgetreten war, wurde Kabi durch eine Koalition als neuer Premierminister vorgeschlagen. Diese Koalition bestand aus der PAIGC, der Partido para a Renovação Social (PRS) und der Partido Unido Social Democrático (PUSD). Präsident João Bernardo Vieira hatte Kabi abgelehnt, die Koalition bestand allerdings auf ihrer Entscheidung; sodass Vieira Kabi zum neuen Premierminister ernannte. Er übernahm die Amtsgeschäfte am 13. April 2007 und seine neue Regierung aus 20 Ministern wurde am 17. April ernannt. Als die PAIGC die Koalition Anfang August 2008 kündigte, wurde Kabi von Staatspräsident Vieira entlassen, neuer Premierminister wurde der Carlos Correia.